# Christiane Gerischer
Christiane Gerischer (* 1955 in Stuttgart) ist eine deutsche Musikwissenschaftlerin, Journalistin und Hochschullehrerin. Sie war Präsidentin der Fachhochschule Clara Hoffbauer Potsdam.

## Leben und Wirken
Christiane Gerischer studierte bis 1980 an der Technischen Universität Berlin auf Lehramt. Das Studium schloss sie mit dem Ersten Staatsexamen ab. Zwischen 1981 und 1985 arbeitete sie in der offenen Jugendsozialarbeit im evangelischen Haus der Mitte in Gropiusstadt und in der Schnüfflerhilfe in Berlin-Kreuzberg. Berufsbegleitend lernte sie ab 1983 Percussion. Sie hatte Auftritte, Tanzbegleitung und Lehrtätigkeit in brasilianischer Percussion in Berlin und Potsdam.
Von 1990 bis 1997 studierte Christiane Gerischer Vergleichende Musikwissenschaft an der Freien Universität Berlin. Dieses Studium schloss sie mit einem Magister ab. Anschließend promovierte sie bis 2003 mit einer computergestützten Rhythmusanalyse zum Thema Mikrorhythmische Phänomene im baianischen Samba. Weiterhin nahm sie musikethnologische Lehraufträge ab 1997 in Brasilien und ab 2004 an deutschen Musikhochschulen und Universitäten wahr. Zwischen 2002 und 2010 war sie freie Radiomusikjournalistin mit dem Schwerpunkt Weltmusik für Radio Multikulti des Rundfunk Berlin-Brandenburg, DeutschlandRadio Kultur, Südwestrundfunk, Hessischer Rundfunk, Westdeutscher Rundfunk Köln und Deutschlandfunk. Von 2005 bis 2010 arbeitete sie in der Tagesmusikredaktion von DeutschlandRadio Kultur. Weiterhin leitete Gerischer interkulturelle Musikprojekte an Schulen in Brandenburg.
Seit 2011 ist Christiane Gerischer zunächst Studiengangsleiterin des praxisintegrierten dualen Studiengangs Musikpädagogik und Musikvermittlung in Sozialer Arbeit an der Fachhochschule Clara Hoffbauer Potsdam beziehungsweise deren Vorgängereinrichtung Hoffbauer Berufsakademie. Zwischen 2010 und 2016 war sie am Aufbau der Berufsakademie beziehungsweise Hochschule wesentlich beteiligt. Sie ist Professorin für musikpädagogische und musikwissenschaftliche Fachtheorie. Sie war von 2019 bis 2023 Hochschulpräsidentin. Ihre Forschungsschwerpunkte sind Rhythmus- und Grooveforschung unter besonderer Berücksichtigung musikpsychologischer Aspekte, Populäre Musik in Brasilien, Afrika und Lateinamerika, Musikpädagogik in Sozialer Arbeit, soziokulturelle Musikarbeit.
Christiane Gerischer hat zwei Söhne.

## Auszeichnungen und Ehrungen
2007 erhielt Christiane Gerischer den Jaap-Kunst-Preis für den Most Significant Article Published in the Field of Ethnomusicology (Society for Ethnomusicology).

## Schriften (Auswahl)
- Warum inklusive Soziale Arbeit Musikpädagogen braucht. In: Jank, Birgit (Hrsg.): Musik in sozialen Feldern und Inklusionskontexten. Potsdamer Schriftenreihe Musikpädagogik, Potsdam. Universitätsverlag Potsdam.

- Rhythmus und Tanz – eine bewegende Beziehung. In: Transgressions of a musical kind. Festschrift for Regine Algayer-Kaufmann. Ed.by Anja Brunner, Cornelia Gruber und August Schmidhofer. S. 75–92

- Chancen transkultureller Musikpädagogik in Sozialer Arbeit. In Susanne Binas-Preisendörfer, Melanie Unseld (Hrsg.): Transkulturalität und Musikvermittlung. Peter Lang Verlag, Frankfurt a. M. S. 243–262

- Groove – magische Momente – Versuch einer rationalen Annäherung. In Stefanie Alisch, Christiane Gerischer (Hrsg.): PopScriptum 11 ‚The Groove Issue’

- O suingue baiano – Rhythmic Feeling and Micro-Rhythmic Phenomena in Brazilian Percussion. In: Ethnomusicology, Vol. 50, No. 1 Winter 2006. S. 99–119

- Mikrorhythmische Interaktion in afrobrasilianischen Rhythmen – Zum Verständnis von Groove-Phänomenen. In Christa Brüstle, Nadia Ghattas, Clemens Risi, Sabine Schouten (Hrsg.): Aus dem Takt, Rhythmus in Kunst, Kultur und Natur. , Bielefeld, transkript Verlag.

- O suingue Baiano – Mikrorhythmische Phänomene in baianischer Perkussion (Brasilien), Peter Lang, 2003